# Căzănești (okręg Hunedoara)
Căzănești – wieś w Rumunii, w okręgu Hunedoara, w gminie Vața de Jos. W 2011 roku liczyła 208 mieszkańców.